# Mehdi Bennani
Mehdi Bennani (ur. 25 sierpnia 1983 w Fezie) – marokański kierowca wyścigowy. Obecnie jeździ w zespole Proteam Racing w serii World Touring Car Championship.

## Kariera
Mehdi Bennani swoją karierę wyścigową rozpoczął w kartingu, wygrywając w 2001 i 2002 swoje narodowe mistrzostwa odpowiednio w klasie 125 ICC i 100 ICA. W 2004 przeniósł się do Azjatyckiej Formuły BMW i w tym samym roku został jej wicemistrzem z dorobkiem 124 punktów. W latach 2005 i 2006 startował w World Series by Renault jednak nie uzyskał w tej serii zadowalających rezultatów. W 2007 brał udział w Euroseries 3000; sezon ukończył na 14 pozycji z 9 punktami na koncie. W 2008 i 2009 został mistrzem Moroccan Circuit Racing Championship. W 2008 był również drugi w Historycznym Grand Prix Pau, natomiast od 2009 jeździ w World Touring Car Championship i jest pierwszym Afrykańczykiem w tej serii.

## Wyniki
| Legenda oznaczeń w tabelach wyników Wyświetl szablon na nowej stronie | Legenda oznaczeń w tabelach wyników Wyświetl szablon na nowej stronie                                                                     |
| Oznaczenie                                                            | Wyjaśnienie |
| --------------------------------------------------------------------- | --- |
| Złoty                                                                 | Zwycięzca lub mistrzostwo |
| Srebrny                                                               | 2. miejsce lub wicemistrzostwo |
| Brązowy                                                               | 3. miejsce lub II wicemistrzostwo |
| Zielony                                                               | Ukończył, punktował (w klasyfikacji generalnej, gdy zdobył co najmniej jeden punkt na przestrzeni sezonu, poza trzema powyższymi opcjami) |
| Niebieski                                                             | Ukończył, nie punktował (w klasyfikacji generalnej, gdy nie zdobył co najmniej jednego punktu na przestrzeni sezonu)                      |
| Czerwony                                                              | Nie zakwalifikował się (NZ) |
| Czerwony                                                              | Nie prekwalifikował się (NPK) |
| Różowy                                                                | Nie ukończył (NU) |
| Różowy                                                                | Niesklasyfikowany (NS) (w klasyfikacji generalnej, gdy nie został sklasyfikowany w żadnym wyścigu sezonu)                                 |
| Czarny                                                                | Zdyskwalifikowany (DK) |
| Czarny                                                                | Wykluczony (WYK/EX) |
| Biały                                                                 | Nie wystartował (NW) |
| Biały                                                                 | Kontuzjowany (K/INJ) |
| Biały                                                                 | Wyścig odwołany (OD/C) |
| Bez koloru                                                            | Został wycofany (WYC/WD) |
| Bez koloru                                                            | Nie przybył (NP/DNA) |
| Bez koloru                                                            | Nie brał udziału w treningach (NT/DNP) |
| Bez koloru                                                            | Nie został zgłoszony (–) |
| Pogrubienie                                                           | Start z pole position |
| Kursywa                                                               | Najszybsze okrążenie wyścigu |
| †                                                                     | Nie ukończył, ale jego rezultat został zaliczony ze względu na przejechanie więcej niż 90% dystansu wyścigu.                              |
| *                                                                     | Sezon w trakcie |
| 1/2/3                                                                 | Punktowana pozycja w sprincie kwalifikacyjnym                                                                                             |
| Lista systemów punktacji Formuły 1                                    | |

### WTCC
| Sezon | Zespół             | Samochód           | Wyniki w poszczególnych wyścigach | Wyniki w poszczególnych wyścigach | Wyniki w poszczególnych wyścigach | Wyniki w poszczególnych wyścigach | Wyniki w poszczególnych wyścigach | Wyniki w poszczególnych wyścigach | Wyniki w poszczególnych wyścigach | Wyniki w poszczególnych wyścigach | Wyniki w poszczególnych wyścigach | Wyniki w poszczególnych wyścigach | Wyniki w poszczególnych wyścigach | Wyniki w poszczególnych wyścigach | Wyniki w poszczególnych wyścigach | Wyniki w poszczególnych wyścigach | Wyniki w poszczególnych wyścigach | Wyniki w poszczególnych wyścigach | Wyniki w poszczególnych wyścigach | Wyniki w poszczególnych wyścigach | Wyniki w poszczególnych wyścigach | Wyniki w poszczególnych wyścigach | Wyniki w poszczególnych wyścigach | Wyniki w poszczególnych wyścigach | Wyniki w poszczególnych wyścigach | Wyniki w poszczególnych wyścigach | Pozycja | Punkty |
| 2009  | Exagon Engineering | SEAT León 2.0 TFSI | BRA                               | BRA                               | MEX                               | MEX                               | MAR                               | MAR                               | FRA                               | FRA                               | ESP                               | ESP                               | CZE                               | CZE                               | POR                               | POR                               | GBR                               | GBR                               | GER                               | GER                               | ITA                               | ITA                               | JPN                               | JPN                               | MAC                               | MAC                               | 21      | 0      |
| ----- | ------------------ | ------------------ | --------------------------------- | --------------------------------- | --------------------------------- | --------------------------------- | --------------------------------- | --------------------------------- | --------------------------------- | --------------------------------- | --------------------------------- | --------------------------------- | --------------------------------- | --------------------------------- | --------------------------------- | --------------------------------- | --------------------------------- | --------------------------------- | --------------------------------- | --------------------------------- | --------------------------------- | --------------------------------- | --------------------------------- | --------------------------------- | --------------------------------- | --------------------------------- | ------- | ------ |
| 2009  | Exagon Engineering | SEAT León 2.0 TFSI |                                   |                                   |                                   |                                   | 9                                 | 9                                 | 18                                | NU                                | 14                                | 23                                |                                   |                                   | DK                                | NU                                |                                   |                                   |                                   |                                   | 13                                | NU                                |                                   |                                   |                                   |                                   | 21      | 0      |
| 2010  | Wiechers-Sport     | BMW 320si          | BRA                               | BRA                               | MAR                               | MAR                               | ITA                               | ITA                               | BEL                               | BEL                               | POR                               | POR                               | GBR                               | GBR                               | CZE                               | CZE                               | GER                               | GER                               | ESP                               | ESP                               | JPN                               | JPN                               | MAC                               | MAC                               |                                   |                                   | 20      | 3      |
| 2010  | Wiechers-Sport     | BMW 320si          | 18                                | 12                                | 15                                | 9                                 | 14                                | 17                                | 14                                | 19                                | NU                                | 12                                | 19                                | NU                                | 14                                | 16                                | 14                                | NU                                | NU                                | 16                                | 16                                | 19                                | 10                                | 12                                |                                   |                                   | 20      | 3      |
| 2011  | Proteam Racing     | BMW 320 TC         | BRA                               | BRA                               | BEL                               | BEL                               | ITA                               | ITA                               | HUN                               | HUN                               | CZE                               | CZE                               | POR                               | POR                               | GBR                               | GBR                               | GER                               | GER                               | ESP                               | ESP                               | JPN                               | JPN                               | CHN                               | CHN                               | MAC                               | MAC                               | 16      | 24     |
| 2011  | Proteam Racing     | BMW 320 TC         | 10                                | NW                                | NU                                | 11                                | 11                                | 20                                | 14                                | 14                                | 11                                | 10                                | 16                                | 18                                | 14                                | 9                                 | 11                                | NU                                | NU                                | 12                                | 8                                 | 18                                | 7                                 | 11                                | 9                                 | 6                                 | 16      | 24     |
| 2012  | Proteam Racing     | BMW 320 TC         | ITA                               | ITA                               | ESP                               | ESP                               | MAR                               | MAR                               | SVK                               | SVK                               | HUN                               | HUN                               | AUT                               | AUT                               | POR                               | POR                               | BRA                               | BRA                               | USA                               | USA                               | JPN                               | JPN                               | CHN                               | CHN                               | MAC                               | MAC                               | 10      | 68     |
| 2012  | Proteam Racing     | BMW 320 TC         | NU                                | 14                                | 14                                | 10                                | NU                                | 12                                | 11                                | 7                                 | 4                                 | 3                                 | 17                                | 6                                 | NU                                | NU                                | 12                                | 8                                 | 11                                | NU                                | 21                                | 7                                 | 8                                 | 5                                 | NU                                | NU                                | 10      | 68     |
| 2013  | Proteam Racing     | BMW 320 TC         | ITA                               | ITA                               | MAR                               | MAR                               | SVK                               | SVK                               | HUN                               | HUN                               | AUT                               | AUT                               | RUS                               | RUS                               | POR                               | POR                               | ARG                               | ARG                               | USA                               | USA                               | JPN                               | JPN                               | CHN                               | CHN                               | MAC                               | MAC                               | 12      | 80     |
| 2013  | Proteam Racing     | BMW 320 TC         | 17                                | 19                                | 18                                | 11                                | 10                                | 9                                 | 5                                 | 2                                 | 4                                 | 16                                | 11                                | 16                                | NU                                | 10                                | 20                                | 21                                | 18                                | 2                                 | 11                                | 2                                 | 16                                | 14                                | 11                                | NU                                | 12      | 80     |
| 2014  | Proteam Racing     | Honda Civic WTCC   | MAR                               | MAR                               | FRA                               | FRA                               | HUN                               | HUN                               | SVK                               | AUT                               | AUT                               | RUS                               | RUS                               | BEL                               | BEL                               | ARG                               | ARG                               | CHN                               | CHN                               | CHN                               | CHN                               | JPN                               | JPN                               | MAC                               | MAC                               |                                   | 11      | 85     |
| 2014  | Proteam Racing     | Honda Civic WTCC   | 7                                 | DK                                | 13                                | 5                                 | 5                                 | NW                                | 15                                | 7                                 | 8                                 | 11                                | 3                                 | 13                                | 11                                | 9                                 | 8                                 | 9                                 | NU                                | 10                                | 1                                 | 11                                | NU                                | 19                                | NW                                |                                   | 11      | 85     |

### Formuła Renault 3.5
| Rok  | Zespół            | Wyniki w poszczególnych eliminacjach | Wyniki w poszczególnych eliminacjach | Wyniki w poszczególnych eliminacjach | Wyniki w poszczególnych eliminacjach | Wyniki w poszczególnych eliminacjach | Wyniki w poszczególnych eliminacjach | Wyniki w poszczególnych eliminacjach | Wyniki w poszczególnych eliminacjach | Wyniki w poszczególnych eliminacjach | Wyniki w poszczególnych eliminacjach | Wyniki w poszczególnych eliminacjach | Wyniki w poszczególnych eliminacjach | Wyniki w poszczególnych eliminacjach | Wyniki w poszczególnych eliminacjach | Wyniki w poszczególnych eliminacjach | Wyniki w poszczególnych eliminacjach | Wyniki w poszczególnych eliminacjach | Punkty | Pozycja |
| ---- | ----------------- | ------------------------------------ | ------------------------------------ | ------------------------------------ | ------------------------------------ | ------------------------------------ | ------------------------------------ | ------------------------------------ | ------------------------------------ | ------------------------------------ | ------------------------------------ | ------------------------------------ | ------------------------------------ | ------------------------------------ | ------------------------------------ | ------------------------------------ | ------------------------------------ | ------------------------------------ | ------ | ------- |
| 2005 | Avelon Formula    | BEL                                  | BEL                                  | MON                                  | VAL                                  | VAL                                  | FRA                                  | FRA                                  | BIL                                  | BIL                                  | DEU                                  | DEU                                  | GBR                                  | GBR                                  | PRT                                  | PRT                                  | ITA                                  | ITA                                  | 0      | 33      |
| 2005 | Avelon Formula    | -                                    | -                                    | NU                                   | NU                                   | 18                                   | 21                                   | 18                                   | NZ                                   | NU                                   | 13                                   | 16                                   | 18                                   | 17                                   | 23                                   | 21                                   | 19†                                  | 21                                   | 0      | 33      |
| 2006 | EuroInternational | ZOL                                  | ZOL                                  | MON                                  | TUR                                  | TUR                                  | ITA                                  | ITA                                  | SFR                                  | SFR                                  | DEU                                  | DEU                                  | GBR                                  | GBR                                  | FRA                                  | FRA                                  | ESP                                  | ESP                                  | 0      | 43      |
| 2006 | EuroInternational | -                                    | -                                    | NZ                                   | -                                    | -                                    | -                                    | -                                    | -                                    | -                                    | -                                    | -                                    | -                                    | -                                    | NU                                   | 19                                   | -                                    | -                                    | 0      | 43      |